# Theater Oostpool

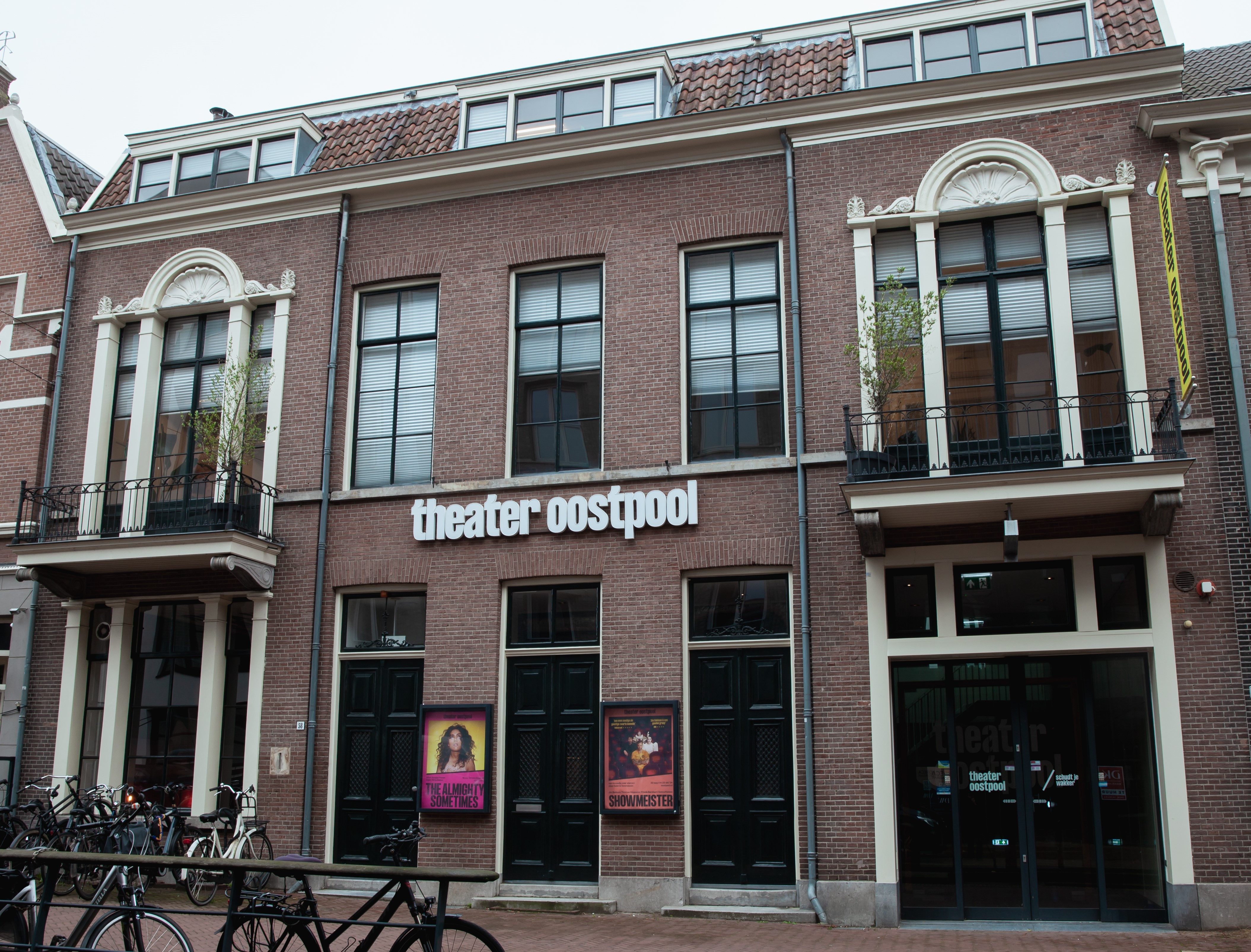
Theater Oostpool

Theater Oostpool is een theatergezelschap gevestigd in Arnhem, opgericht in 1953. Oostpool is een van de vier grote theatergezelschappen in de 'basisinfrastructuur' (BIS). Oostpool reist met grote- en kleine zaalproducties langs de Nederlandse theaters en bespeelt het eigen huistheater. Ook is het gezelschap regelmatig op de theaterfestivals De Parade en Oerol te vinden.
In coproductie met jeugdtheatergezelschap Sonnevanck uit Enschede maakt Oostpool voorstellingen voor jongeren van 12 tot met 18 jaar. Deze spelen in een speciale theatertruck op schoolpleinen in Gelderland en Overijssel. 
Per 1 juni 2021 is Daria Bukvić artistiek directeur van het gezelschap. Daarnaast zijn regisseurs Char Li Chung, Jan Hulst en Kasper Tarenskeen vast verbonden aan Oostpool. Met ingang van september 2024 maken ook Priscilla Vaudelle en Florian Myjer onderdeel uit van het artistiek team van het gezelschap. 

## Geschiedenis
Theater Oostpool is ontstaan uit Toneelgroep Theater (1953) dat Arnhem en het Oosten van Nederland moest bedienen. Het gezelschap speelde in 1955 als eerste in Nederland het controversiële toneelstuk Wachten op Godot van Samuel Beckett.
In 1964 namen Elise Hoomans en Hans Croiset de leiding van het gezelschap op zich. Vanaf 1966 kreeg Toneelgroep Theater een eigen zaal in het voormalig pand van de Volksuniversiteit in de Rijnstraat: het huidige Theater aan de Rijn.
In de jaren 70 was Toneelgroep Theater het eerste gedemocratiseerde gezelschap in Nederland. Er kwam inspraak in wie er in de leiding zat, in de repertoirekeuze, er was een structuurplan en acteurs zaten in het bestuur. In 1978 verhuisde Theater naar de kleine zaal in de Arnhemse Schouwburg.
In de crisisjaren van de jaren 80 verkeerde het gezelschap in zwaar weer en moest in 1987 alle medewerkers ontslaan. Er kwam een doorstart onder de naam ‘theatervoorziening’ Theater van het Oosten onder artistiek leiderschap van regisseur Agaath Witteman.
In 2000 kwamen Peer Wittenbols en Rob Ligthert naar Arnhem. Ze gaven het gezelschap een nieuwe naam: Toneelgroep Oostpool. Het gezelschap wilde de band met Arnhem en Oost-Nederland aanhalen. Zo speelden ze vooral in kleine zalen en op locatie door Oost-Nederland, maar er werd ook in grote zalen gespeeld. In 2003 kreeg Toneelgroep Oostpool een nieuw eigen theater aan de Nieuwstraat: Huis Oostpool. Met de voorstellingen die hier werden gespeeld werd een nieuw vast publiek in Arnhem gecreëerd.  
Vanaf 2013 is Toneelgroep Oostpool onderdeel van de Culturele basisinfrastructuur (BIS)  en daarmee een van de vier ‘grote’ toneelgezelschappen van Nederland.
In mei 2021 werd Daria Bukvić benoemd tot nieuw artistiek directeur na het vertrek van Marcus Azzini. De naam van het gezelschap is in oktober 2022 veranderd naar Theater Oostpool. In juli 2024 werd bekendgemaakt dat de Raad voor Cultuur ook voor periode 2025-2028 adviseert Theater Oostpool te blijven ondersteunen als groot toneelgezelschap. 

## Regisseurs
Het huidige artistieke team bestaat sinds 2021 uit de regisseurs Daria Bukvić, Char Li Chung, Jan Hulst & Kasper Tarenskeen. 
In het verleden behoorden tot het artistiek team onder anderen: 
- 2009-2020: Marcus Azzini, Timothy de Gilde
- 2017-2020: Jeroen de Man, Sarah Moermans
- 2013-2016: Joeri Vos, Bianca van der Schoot, Suzan Boogaerdt
- 2009-2013: Erik Whien
- 2000-2009: Rob Ligthert en Peer Wittenbols
- jaren 90: Leonard Frank
- jaren 80: Gees Linnebank, Helmert Woudenberg, Agaath Witteman
- jaren 70: René Lobo, Karel Muller, Elise Hoomans, Jochen Neuhaus en Ger Thijs
- jaren 60: Elise Hoomans en Hans Croiset
- jaren 50: Rob de Vries en Kees van Iersel

## Acteurs
Het huidige Oostpool kent geen vast acteursensemble en werkt regelmatig met o.a. Hannah Hoekstra, Rick Paul van Mulligen, Florian Myjer, Ariane Schluter, Abe Dijkman, Chris Peters, Daniel Cornelissen, Astrid van Eck, Chiem Vreeken, Tim Olivier Somer, Thomas Höppener, Isabelle Kafando, Sidar Toksöz en Ludwig Bindervoet.
In het verleden behoorden tot de vaste acteurs onder andere Teun Luijkx, Lard Adrian, Joep van der Geest, Sanne den Hartog, Ali Ben Horsting, Maria Kraakman, Kirsten Mulder, Stefan Rokebrand, Frederik Brom, Anne-Martien Lousberg, Remco Melles, Juul Vrijdag, John Buysman, Oda Spelbos, Hans Hoes en Ad Knippels.

## JONG Oostpool
In coproductie met jeugdtheatergezelschap Sonnevanck uit Enschede maakt Oostpool voorstellingen voor jongeren van 12 tot met 18 jaar. Deze voorstellingen reizen in een tot theater omgebouwde theatertruck langs middelbare scholen in Oost-Nederland.
De voorstellingen Bromance (2015, 2018) en Princess (2018) zijn winnaar van een Gouden Krekel.  It’s my mouth I can say what I want to (2017) en Pretpak (2016) ontvingen een Zilver Krekel. In 2024 werd de truckvoorstelling Supertramp in regie van Mart van Berckel bekroond met een Gouden Krekel.  

## Grensoverschrijdend gedrag door Marcus Azzini
In maart 2020 deed een viertal personen melding van seksueel grensoverschrijdend ('MeToo') gedrag bij Toneelgroep Oostpool. In mei 2020 concludeerden onderzoekers dat artistiek leider Marcus Azzini mogelijk machtsmisbruik had gepleegd, maar dat dit niet opzettelijk was. Wel was er waarschijnlijk sprake van een 'niet geheel goed' werkgeverschap.
Azzini was een intieme relatie aangegaan met een veel jongere medewerker, die in een afhankelijke positie zat. De raad van toezicht van Oostpool zag echter onvoldoende reden om hem te ontslaan. Azzini zelf erkende dat zijn gedrag aanleiding had gegeven voor de meldingen, en dat jonge mensen zich door hem onveilig hebben gevoeld. Hij heeft de melders echter geen persoonlijke excuses aangeboden.
De oorspronkelijke melders reageerden geschrokken en teleurgesteld. In hun beleving was het onderzoek te beperkt, en onvoldoende transparant. Bovendien werd er geen aandacht geschonken aan 'het pestgedrag en de drugscultuur bij Oostpool waar Marcus Azzini een centrale rol in heeft’. Ze zijn ‘geshockeerd dat hun verhalen volgens het onderzoek geen onderbouwing bieden voor machtsmisbruik en seksuele intimidatie, en bestrijden het oordeel dat er sprake was van een consensuele relatie’.
In juni 2020 legde Azzini zijn werkzaamheden neer, nadat naar aanleiding van nieuwe beschuldigingen een tweede onderzoek was aangekondigd. In een reconstructie van de gebeurtenissen door het NRC Handelsblad blijkt dat Azzini 'zich door jonge mannen laat omringen en zich opstelt als goeroe'. Ook 'versiert hij medewerkers en stagiairs en wordt hij ongevraagd handtastelijk (...) - onder meer ongevraagd zoenen en een hand in iemands broek steken.' De melders vertellen over seksuele toespelingen en nachtelijke appberichten met oneerbare voorstellen. Een van de melders spreekt bovendien over 'seksuele handelingen tegen diens uitdrukkelijk uitgesproken wil'. Kort daarna bood de Raad van Toezicht de klokkenluiders excuses aan 'voor zijn opstelling ten opzichte van de melders van ongewenst gedrag bij het gezelschap.'
In januari 2021 lekte een tweede onderzoek voortijdig uit. Dat onderzoek concludeerde 'consistente meldingen aangaande grensoverschrijdend gedrag met een seksuele connotatie (seksuele intimidatie), intimidatie/pesten en machtsmisbruik door de artistiek directeur’. De Volkskrant meldde ook dat meerdere mensen in therapie waren gegaan. Basis voor dat onderzoek waren 53 meldingen. Ook op de Raad van Toezicht was forse kritiek, die zou slecht functioneren met 'onvoldoende checks and balances' Azzini werd definitief ontslagen en in zijn kielzog vertrok ook de voorzitter van de Raad van Toezicht, Karen Verkerk.

## Prijzen
In het seizoen 2013-2014 werd het affiche van de voorstelling Hideous (wo)men, een ontwerp van Esther Noyons en fotografe Sofie Knijff, bekroond met de MullerVisual Theaterafficheprijs. In 2025 werd de Cultuurfonds Prijs aan hun toegekend. 